# Carl August Theodor Bachmann
Carl August Theodor Bachmann, normalisiert Karl August Theodor Bachmann (* 16. Juni 1817 in Rochlitz; † nach 1866), war ein deutscher Zollbeamter und Autor.

## Leben und Werk
Er besuchte die Fürstenschule Grimma und die Thomasschule zu Leipzig. Ab 1847 war er Finanzrechnungskanzlist in Dresden. 1851 trat er als Zollbeamter in den sächsischen Staatsdienst und war zunächst Assistenz beim Hauptzollamt Leipzig. Ab 1866 war er als Hauptamtskontrolleur beim Hauptzollamt in Zittau tätig.
Überregionale Bekanntheit, die seine Aufnahme in das sächsische Schriftstellerlexikon rechtfertigte, erlangte er durch ein Zollhandbuch für Zoll- und Eisenbahnbeamte, Kaufleute, Spediteure und Industrielle, das 1874 unter dem Titel Allgemeines Waaren-Lexicon über Ursprung, Bezug, Herstellung, Kennzeichen und Gebrauch etc. der Fabrikate etc. nach dem Waarenverzeichnisse des deutschen Zollvereins vom 1. Oct. 1873 erschien.
Carl Julius Theodor Bachmann, der auch die Fürstenschule in Grimma besuchte, war sein jüngerer Bruder.